# Garaeus luteus
Garaeus luteus är en fjärilsart som beskrevs av Alfred Ernest Wileman 1910. Garaeus luteus ingår i släktet Garaeus och familjen mätare. Inga underarter finns listade i Catalogue of Life.